# Christian Althaus
Christian Lorenz Althaus ist ein Schweizer Epidemiologe der Universität Bern. Er beschäftigt sich unter anderem mit entstehenden Infektionskrankheiten und der mathematischen Modellierung ebensolcher.

## Leben
Nach einem Abschluss in der Biologie und einer kurzen Tätigkeit als Research Assistant an der ETH Zürich studierte Christian Althaus von 2005 bis 2009 theoretische Biologie und Bioinformatik an der Universität Utrecht. Seit 2009 arbeitet er am Institut für Sozial- und Präventivmedizin der Universität Bern, aktuell als Head of Research Group. Im Jahr 2017 habilitierte er an der Medizinischen Fakultät der Universität Bern.

### COVID-19-Pandemie
Im Verlauf der COVID-19-Pandemie erlangte Althaus als Mitglied der wissenschaftlichen COVID-19-Task-Force des Bundes auch ausserhalb akademischer Einrichtungen grosse Bekanntheit. Er spricht sich öffentlich für drastische Massnahmen aus und nennt dabei etwa Südkorea und Singapur als Vorbilder. Die Schweiz sieht er aufgrund der Pandemie in der „grössten gesundheitlichen Notlage ihrer jüngeren Geschichte“. Bereits in der Anfangsphase der Pandemie warf er dem Bundesamt für Gesundheit BAG vor, die Gefährlichkeit des Coronavirus zu unterschätzen. Schliesslich ist er Anfang Januar 2021 aus der Task Force ausgetreten.